# Tarzan and the Castaways
Tarzan and the Castaways (Tarzan e os Malditos (título em Portugal) ) é um volume de contos de autoria do escritor norte-americano Edgar Rice Burroughs. Publicado postumamente em 1964, assim como Tarzan and the Madman, é o vigésimo-quarto e último da série de livros sobre o personagem Tarzan.
O livro é composto por três histórias escritas entre janeiro de 1939 e dezembro de 1940. Todas apareceram em revistas pulp da época, porém somente foram reunidas para publicação em livro já na década de 1960. A mais longa delas, Castaways, é a versão fortemente reescrita de The Quest of Tarzan, editada pela revista Argosy em 1941.
O livro permanece inédito no Brasil.

## Resumo
- The Castaways - Tarzan é feito prisioneiro e vendido para o importador de animais Fritz Krause. Um golpe na cabeça tirou do herói a capacidade de falar e Krause planeja vendê-lo como um selvagem. Uma tempestade afunda o navio de Krause e os náufragos se refugiam numa ilha do Pacífico Sul. A segurança de todos fica em risco quando uma tribo maia perdida vê neles excelentes candidatos a sacrifícios humanos.[1]

- Tarzan and the Champion - "One-Punch" Mullargan, campeão mundial dos pesos-pesados, e Joey Marks, seu treinador, desembarcam na África a fim de caçar presas com uma metralhadora. Tarzan intervém para uma sessão de pugilato, porém, no meio da confusão, o trio é aprisionado pelos canibais Buiroos (que já haviam causado problemas em Tarzan and the Forbidden City). O homem-macaco precisa alcançar a liberdade e decidir se Mullargan e Marks merecem socorro.[1]

- The Jungle Murders - Espiões nazistas perseguem piloto britânico na África, com o objetivo de se apossarem dos planos de uma arma secreta. Abatidos em seguida a um combate aéreo, os homens tentam se juntar a um safári formado por gente de diversos países, marcado por sérios conflitos pessoais. Quando os membros começam a morrer, Tarzan usa os conhecimentos adquiridos em anos de vivência na selva para solver o mistério.[1]

## História editorial
Murder in the Jungle escrito de 10 a 18 de janeiro de 1939; Tarzan and the Champion, em julho do mesmo ano; e The Quest of Tarzan (futuramente The Castaways) entre 26 de novembro e 13 de dezembro de 1940.
- Tarzan and the Champion é publicado completo na revista pulp Blue Book, em abril de 1940, com sete ilustrações internas de L. R. Gustavson.[1]

- Murder in the Jungle é publicado completo na revista pulp Thrilling Adventures, em junho de 1940, com o título de Tarzan and the Jungle Murders. Rudolph Belarski desenhou a capa e C. A. Murphy, doze ilustrações internas.[1]

- The Quest of Tarzan sai em três edições da pulp Argosy Weekly, de 23 de agosto a 6 de setembro de 1941, com capa no primeiro número e uma ilustração em cada volume por Virgil Finlay.[1]

A primeira edição em livro (capa dura) foi publicada pela editora Canaveral Press em 4 de dezembro de 1964 (datada de 1965), com sobrecapa, frontispício e seis ilustrações internas do premiado artista Frank Frazetta.
A primeira edição em brochura, a preços populares, saiu pela Ballantine, em julho de 1965.

## Adaptações

### Quadrinhos
Dos três contos, apenas Tarzan and the Champion saiu no formato de tiras diárias. A adaptação foi assinada por John Celardo (ilustrações) e Dick Van Buren (roteiro), tendo aparecido nos jornais de 4 de julho a 10 de outubro de 1965.
A primeira adaptação para os revista em quadrinhos foi publicada pela DC Comics na revista "Tarzan". The Castaways saiu nas edições de agosto a novembro de 1975; The Jungle Murders, janeiro e fevereiro de 1976; e Tarzan and the Champion, abril e maio do mesmo ano. Joe Kubert foi o responsável pelas capas e roteiros e Rudy Florese e o Redondo Studio, pelas ilustrações.

### TV
"One-Punch" Mullargan e Joey Marks, personagens de Tarzan and the Champion, apareceram em "Tarzan and One-Punch Mullargan", episódio 28 da primeira temporada de The Legend of Tarzan, telessérie da Disney produzida entre 2001 e 2003.